# 제2경전
제2경전(第二經典, Deuterocanon)은 기독교에서 구약성서 가운데 헬라주의 요소가 많이 담긴 부분으로 히브리어나 아람어가 아니라 코이네 그리스어로 집필된 9개의 문서를 따로 부르는 이름이다. 

## 기독교에서 경전 역사
서방교회는 카르타고 공의회를 통해 경전 목록을 확정하였는데, 동방교회는 이 공의회의 결과를 오랜 기간 동안 사실상 수용하지 않았다. 16세기에 종교개혁으로 성립된 개신교가 이들 문헌에 대해 문제를 제기하며 경전 목록에서 제외시키자 천주교는 트리엔트 공의회를 통해 카르타고 공의회 목록을 보편 공의회 레벨에서 교회의 경전 목록으로서 재확인하였다. 하지만 이들 문헌이 '2경전'으로 본격적으로 구분되어 불리게 된 것은 1590년의 식스투스 불가타판부터였다.
16세기 이후 서방교회에서 개신교는 유대교 히브리어 경전의 전통에 따라서 이 문헌들을 교리의 도출 근거인 정경이 아니라 교리의 근거를 둘 수 없는 외경으로서 구분하였고, 이와 대조적으로 천주교에서는 교리 근거인 정경으로서 제 2경전을 적극 활용하였다.  
동방교회는 개신교 세력의 침투 속에서 교회의 수호를 위하여 이아시 시노드와 예루살렘 시노드를 개최하고서 2경전도 성경 목록으로서 대체적으로 받아들였으나, 동방교회 고유의 경독서 전통을 절충하여 2경전 문헌에서는 교리 도출을 하지 않는, 차등성을 두어 수용하였다. 하지만 일부 국가의 정교회에서는 이 결정에 대해서도 보류(라고 부르며 사실상 거절하는) 의지를 내비쳤기에, 사실상 동방 정교회 진영 안에서는 구속력 있는 통일된 경전 목록이 존재하지 않는다고 평가할 수 있을 것이다. 

## 교파별 인식 차이
동방 정교회의 경우 사실상 전체의 통일된 내부 기준이 없으며, 각 국가별 정교회에 따라 독립적이다. 17세기에 개신교 세력의 침투에 맞서 열렸던 이아시 시노드와 예루살렘 시노드(예루살렘 공의회)에서 이 문제를 본격적으로 다루기도 하였지만, 18세기 이후의 러시아 정교회에서 이 회의의 결정 내용에 대해 친 로마 가톨릭적이라고 비판하며 수용을 보류하였기에 정교회 진영 안에서 보편성을 가지는 결정으로서 보기는 어렵다. 대체로 동방교회 안에서 2경전들은 예배와 전례에서 봉독되지만, 교리 도출과 신학 이론의 근거로서 사용되지는 않는다.
천주교회는 서방교회의 자체 지역 공의회였던 4세기 말의 카르타고 공의회를 통해 현재의 성경 목록을 확정하였으며, 종교개혁자들의 비판에 맞서서 16세기 트리엔트 공의회에서 이 목록들을 세계 보편 공의회 레벨로 재선포하였다. 2경전은 단지 호칭 상의 구분에 불과할 뿐, 원경전과 아무 차이가 없이 교리와 신학 이론의 근거로서 사용된다.  
개신교회 대다수 새사도교회( New Apostolic Church) 교단을 제외하고  구약에 있어 유대교 경전의 전통을 따르며, 유대교의 경전에는 없는 2경전 문헌들을 구약 외경으로 칭한다. 교단마다 2경전을 받아들이는 태도도 다른데, 성공회의 경우에는 집회서가 동방교회처럼 예배에서 봉독되지만 교리의 근거로 사용할 수 없다. 루터교는 2경전에 대하여 정경은 아니나 읽어서 유익한 경건 문학 정도로 받아들인다. 칼뱅 신학을 받아들이는 개혁교회 진영과 침례교회에서는 2경전은 외경으로서 평범한 인간 저작물과 같고, 아무런 가치가 없다고 보며, 교회 밖으로 사실상 축출하는 등 강력하게 배척한다. 

## 제2 경전의 목록
천주교회의 기준에 따른다.
- 유딧
- 토비트
- 바룩
- 지혜서
- 집회서
- 마카베오기 상권
- 마카베오기 하권

- 다니엘 3장 24절~90절[1], 13,14장
- 에스텔 10장 4절~16장

## 같이 보기
- 경전
- 구약성경